# Agata Sobczyk
Agata Sobczyk (nascida em 1988) é uma economista e política polaca. Desde 2023 serve como voivoda da voivodia da Grande Polónia.

## Biografia
Agata Sobczyk nasceu em 1988 em Gostyń, na Polónia, e cresceu em Skórzewo. Formou-se na Universidade de Economia e Negócios de Poznań com licenciatura em gestão empresarial e, posteriormente, com mestrado em negócios internacionais. Também estudou administração no City Institute em Sydney, na Austrália. Agata trabalhou nas instituições diplomáticas polacas em Sydney e Dublin, na Irlanda.
Sobczyk envolveu-se na campanha presidencial de Szymon Hołownia durante as eleições de 2020, e juntou-se ao partido Polónia 2050. Durante as eleições parlamentares de 2023, concorreu ao cargo de membro do Sejm da Polónia, contudo não obteve sucesso e não foi eleita. A 28 de dezembro de 2023, foi nomeada voivoda da voivodia da Grande Polónia.